# ABC 시그니처

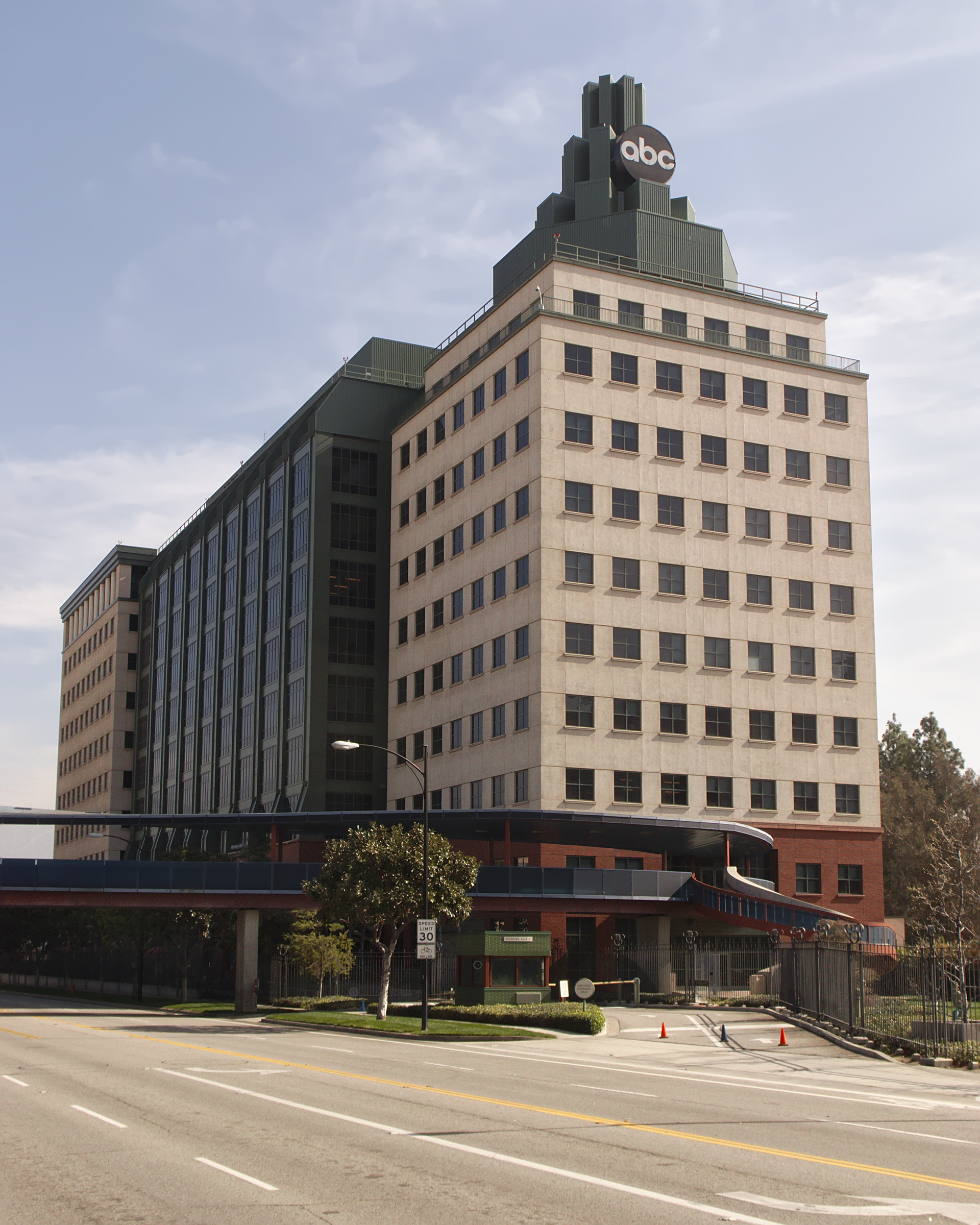

ABC 시그니처(ABC Signature)는 미국의 텔레비전 드라마 제작 회사로 디즈니-ABC 텔레비전 그룹의 자회사이다. 1985년 터치스톤 텔레비전(Touchstone Television)이란 이름으로 설립되었고 2007년 5월, ABC 스튜디오(ABC Studios)라는 사명으로 개명하였다.
2009-2010 초반 시즌부터 ABC 스튜디오에서 제작한 모든 텔레비전 시리즈는 "An ABC Studios Production"라는 오프닝 로고를 보이게 되며 이런 시도는 미국의 기업 중 처음 시도되는 것이다. (이전에는 영국이 1960년대에 이런 시도를 이미 했었다)
2009년 6월, ABC 엔터테인먼트가 즉각 효과적으로 ABC의 인력 구조를 재편성하겠다고 밝혔으며, 2010년 1월, 디즈니-ABC 텔레비전 그룹이 ABC 스튜디오 인력 중 5%를 해고하였다고 밝혔다.

## 같이 보기
- 디즈니 제너럴 엔터테인먼트 컨텐트
- 터치스톤 텔레비전
- 20세기 텔레비전